# Лексика білоруської мови
Білоруська лексика складається з двох основних джерел: своєї власної питомої білоруської лексики та запозичень. Усі лексеми поділяються на споконвічно білоруські й запозичення. Споконвічно білоруські слова не є однорідними. Одні питомі білоруські слова походять зі спільнослов'янського мовного джерела й властиві або всім, або більшості слов'янських мов. Інші білоруські слова є спільними для всіх східних слов'ян. Третя група питомих білоруських лексем відноситься до власної спадщини білоруського народу, не вживається навіть у близькоспоріднених мовах.
Усі зазначені групи споконвіку білоруської лексики історично, за часом виникнення характеризуються в наведеному порядку. Білоруська писемність виникає в XIII-XIV ст., тобто всього близько сімсот років тому. Індо-європейський пласт лексики наявний у індоарійських, іранських, германських, романських, балтійських, слов'янських та інших мовних групах, які є спорідненими, але в різному ступені, що виявляється в неоднаковій схожості зовнішньої форми слова.

## Українізми у білоруській мові
У білоруській мові українізми відомі з XV століття. Вони полягали у змішанні и — ы (печаты(и), влади(ы)ка); ѣ—и (види(ѣ)ти, терпи(ѣ)ти).
Трапляються в пам'ятках стародавнього періоду, що виникли на основі українських джерел, наприклад «Четьї мінеї» (1489). Збагачення білоруської лексики найбільш інтенсивно відбувалося з 1-ї половини XVII ст. (Після переміщення центру православної культури з Вільнюса в Київ), через пам'ятки, створені на сусідній з українськими землями південно-західній території сучасної Білорусі, наприклад, Мозирський список «Олександрії» (1697), Московський (біл.) список «Діаріуша» Афанасія Пилиповича (1638-1648).
Проникненню в білоруську мову українізмів сприяли письменники, які походили з України, але створювали свої твори на білоруських землях, наприклад «Євангеліє учительне» (1616) і «Сказання похвальне» (1620) Мелетія Смотрицького. В деякі білоруські пам'ятки потрапляли слова з українською огласовкою (котрий, що, сокира), а також лексичні та Словотвірні українізми (бучный — біл. раскошны, зволокати — біл. адцягваць, марудзіць, прохати — біл. прасіць, шадок — біл. нашчадак).
У 1920-ті роки при розробці наукової термінології деякі терміни білоруської мови були створені за українськими зразками: суспільно-політичні (барацьба, барацьбіт), лінгвістичні (дзеяслоў, дзеепрыметнік, займеннік, дзеепрыслоўе, чаргаванне).
Лексичні українізми, пов'язані з позначенням специфічно українських (сучасних та історичних) реалій, зберігаються в перекладах з української мови. Наприклад, в перекладах Янка Купала творів Тараса Шевченка на білоруську мову трапляються українізми байдак, байрак, гайдамак, кабзар тощо. Традиції української мови виявилися найбільш стійкими в білоруській народно-розмовній мові (західний діалект білоруської мови), ніж в літературній мові: доня — біл. дачка, худоба — біл. жывёла.
Білоруська мова належить до східної групи слов'янської гілки індоєвропейської родини мов. Згідно зі списком Сводеша для слов'янським мов, найближче українська споріднена з білоруською мовою (190 збігів з 207), російською (172 збігів з 207), а також польською (169 збігів з 207).

## Росіянізми в білоруській мові
Росіянізми як запозичення широко представлені в білоруській мові, що обумовлено структурною близькістю двох мов. У білоруській мові серед запозичень з російської мови виділяють безпосередні русизми і слова, запозичені з інших мов за посередництвом російської мови. Вживання росіянізмів у мовленні спричинене інтерференцією або цільовою установкою носія мови. Найчастіше росіянізми спостерігаються як факти інтерференції в усній мові білорусько-російських білінгвів.